# Konzerviranje restauriranje skulptura postavljenih u eksterijeru
Konzerviranje restauriranje skulptura postavljenih u eksterijeru aktivnost je posvećena očuvanju umjetnina koje su privremeno ili trajno izložene na otvorenom. Spomenute skulpture najčešće su od drveta, kamena, metala, plastike ili keramike. Spomenuti materijali još mogu biti i u cijelosti ili djelomice obojeni. Konzervatorske restauratorske radove na ovim predmetima kod nas izvode licencirani državno ispitani, odnosno školovani konzervatori restauratori. 

## Okolišni uvjeti
Za razliku od drugih predmeta kulturne baštine,skulpture izložene u eksterijeru nisu izložene u kontroliranim okolišnim uvjetima. Zaštita predmeta u kontroliranim uvjetima relativno je laka,radovi izloženi u vanjskim uvjetima su stoga   teži za nadzor i održavanje,no postavljeni su vani po želji autora,dakle uz striktno poštovanje umjetnikove namjere i bez problema dekontekstualizacije.  Znači umjesto kontroliranih okolišnih uvjeta ova su djela izložena djelovanju okoliša u kojem su postavljena.
Okolišni uvjeti nisu samo obična i kisela kiša, snijeg, potres već i stalne oscilacije u temperaturi i relativnoj vlazi zraka.Ovome treba pridružiti i djelovanje svijetla te ljudski faktor.Velika količina kiše pogoduje rastu gljiva i plijesni te lišajeva.Svakodnevna izloženost kako vidljivom tako i ultraljubičastom i infracrvenom dijelu svjetlosnog spektra svakako ima štetan utjecaj na stanje   boja i zaštitnih prevlaka.
Boje mogu izblijedjeti a zaštitne prevlake strukturalno oslabiti.
Određenu ulogu svakako ima i zagađenost zraka.Sumporni dioksid,dušični oksid i ozon također imaju štetan utjecaj na razne kompozitne materijale.  Razina i vrste propadanja zbog zagađenja zraka ovise i o materijalu od kojeg su objekti izrađeni,te dakako i o trajanju izloženosti pomenutim uvjetima.Organski karbonilni zagađivači također su u porastu prije svega tamo gdje se etanol koristi kao gorivo.

## Suvremene metode zaštite
U principu specifične konzervatorske metode na u eksterijeru postavljenoj skulpturi zavise o materijalu, stanju, te okolišu, no ipak postoje i neke opće primjenjive standardne prakse.
U to su uključene procjena stanja, sam zahvat, preporuke za preventivnu konzervaciju i održavanje objekata.

## Određenje stanja
Prije bilo kakvog zahvata potrebno je pažljivo i sustavno utvrditi stanje predmeta, dakako uz primjerenu pisanu i fotodokumentaciju. U ovaj proces mogu biti uključena i istraživanja umjetnikove tehnike rada, ali i razgovor s autorom ako se radi o djelu živućeg umjetnika. Obavezno treba uključiti i pregled dokumentacije eventualnih prethodnih restauratorskih zahvata, te nedestruktivne analize objekta.
Sukladno V. Naude i G. Whartonu procjenu stanja u eksterijeru postavljene skulpture možemo podijeliti na 4 temeljna koraka:
1. Tehnički opis i opis stanja svakog objekta: Identifikacija i razjašnjenje primijenjenih tehnika i materijala,te eventualne prakse održavanja,površinsko stanje,te strukturalni integritet objekta,ovo pak uključuje i procjenu prethodno izvedenih popravaka, zahvata, te prakse održavanja.
2. Preporuke za održavanje svake skulpture: Preporuke moraju biti zasnovane na povijesti,stanju,te mjestu na kom je djelo postavljeno,opremi vlasnika,kao i relativnih potreba svake pojedine skulpture u kontekstu cijele zbirke.Preporuka za održavanje mora sadržavati i informaciju o rutinskom održavanju objekta.
3. Određenje prioriteta: Isto mora biti zasnovano na prikupljenim tehničkim informacijama. Ove prioritete kasnije još dodatno određuju ili dopunjuju vlasnik ili onaj koji djelom ili zbirkom upravlja.
4. Određenje potrebnih materijala i postupaka: Uključuje cijenu rada različitih opcija održavanja. Ako se radovi ne izvode odmah dobro je izraditi i procjenu broja radnih sati potrebnih za izvođenje radova.Također u ovo mora biti uključena i tehnička oprema kao i materijali potrebni za izvođenje radova.

## Konzervatorsko restauratorski postupci
Zahvat na u eksterijeru postavljenoj skulpturi složen je posao zavisan o vrsti materijala,stanju objekta,njegovom strukturalnom integritetu, kao i uvjetima u kojima je objekt izložen.Slijedi kratki pregled konzervatorskih postupaka po materijalima od kojih je objekt sačinjen.
- Konzerviranje i restauriranje vani izložene brončane skulpture: U slučaju skulptura od bronce ili nekog drugog metala postupak uključuje reduciranje nakupina koje potiču od prethodno izvedenih zahvata,te uklanjanje korozivnih produkata i drugih naslaga.Čišćenje može biti ručno,pomoću stlačenog vodenog mlaza,pjeskarenja pomoću raznih abrazivnih sredstava,ili drugih metoda, primjerice uporabe lasera. Potom se na predmet nanese zaštitni sloj voska, koji se na kraju uglača platnenom krpom.[6]

- Konzerviranje i restauriranje vani izložene keramičke skulpture: Skulpture od keramike znatno su rjeđe od onih od   bronce ili nekog drugog metala,te zahtijevaju drugačiji pristup radovima.Mogu se koristiti mehaničke i kemijske metode čišćenja,a često prethodno treba ukloniti i tragove prethodnih zahvata ili ostatka ljepila. Treba konsolidirati lomove i otprsle dijelove glazure.Kod skulptura od više keramičkih dijelova spojenih žbukom ili cementom često treba obnoviti ili ojačati spojeve.[3]

- Konzerviranje i restauriranje vani izložene kamene skulpture

Vidi članak Konzervacija kamena
- Konzerviranje i restauriranje vani izložene drvene skulpture

Vidi članak Konzervacija predmeta od drva
- Skulpture od plastike:  Plastika kao materijal dominira kod suvremene skulpture,najčešće se radi o objektima od poliestera,epoksidnih ,te fenolnih i akrilnih smola.[1]Nažalost mogućnosti zahvata su kod ovih objekata dosta sužene,jer neke od promjena na predmetima ovog tipa su ireverzibilne.

- Obojene skulpture:  Kako kaže Brian Considine, obojene su skulpture u stvarnosti višeslojni sustavi koji osim nosioca uključuju i temeljne prevlake,samu boju te eventualne zaštitne prevlake.[3]  U probleme koji se javljaju kod ovih objekata uključeni su propadanje ili izmjena boje, pucanje i ljuštenje boje, propadanje sloja temeljne boje. Postupci koje primjenjujemo na obojenim skulpturama uključuju redukciju prethodnih prevlaka i popravaka, čišćenje, konsolidaciju boje ili nosioca, te estetsku reintegraciju oštećenih dijelova.

- Skulpture od više različitih materijala

Kod ovih moramo pažnju posvetiti svakom pojedinačnom materijalu zasebno.Dakako ne smije se zaboraviti i na stanje cjeline kao takove.

## Preventivna konzervacija
Preventivna konzervacija uključuje sva djelovanja usmjerena na usporavanja propadanja predmeta kulturne baštine.U slučaju u eksterijeru postavljenih skulptura ili drugih umjetnina ovo podrazumijeva korištenje zaštitnih prevlaka te postupke redovnog periodičkog održavanja objekta.Zaštitne prevlake moraju biti odabrane sukladno kriterijima trajnosti,vezanosti za nosioca,lakoći održavanja,te vanjskog izgleda tretiranih površina. Zaštitne prevlake djeluju kao barijera prema okolišu,te tako smanjuju njegovo eventualno štetno djelovanje na materijale od kojih je djelo sačinjeno i neophodno ih je periodički obnavljati.Stanje predmeta potrebno je što redovitije i što češće kontrolirati,te po potrebi poduzeti mjere neophodne za uklanjanje eventualne štete učinjene bilo od posjetioca bilo od strane okoliša u kojem se objekt nalazi.

## Vanjske poveznice
- Save Our Sculpture!  Arhivirana inačica izvorne stranice od 28. travnja 2010. (Wayback Machine)
- [http://www.getty.edu/conservation/our_projects/science/outdoor/index.html The Getty Conservation Institute: Outdoor Painted Surfaces
- Conserving Outdoor Painted Sculpture,Proceedings from the interim meeting of the Modern Materials and Contemporary Art Working Group of ICOM-CC Kröller-Müller Museum, Otterlo,The Netherlands, June 4–5, 2013
- THREEWAY PLUG THREE WAYS: CONSERVATION TREATMENTS OF THREE EDITIONS OF CLAES OLDENBURG’S CORTEN STEEL AND BRONZE GIANT THREEWAY PLUG   Arhivirana inačica izvorne stranice od 13. kolovoza 2016. (Wayback Machine)
- RETHINKING THE MONUMENTAL: A CREATIVE APPROACH TO THE PRESERVATION OF A LANDMARK TONY SMITH OUTDOOR SCULPTURE  Arhivirana inačica izvorne stranice od 15. veljače 2017. (Wayback Machine)
- Metal health and weld being: Conservation strategies for a collection of sculpture by John Chamberlain  Arhivirana inačica izvorne stranice od 15. veljače 2017. (Wayback Machine)

## Video zapisi
- Conservation Challenges of Outdoor Public Art

- Outdoor Painted Sculpture